# Анненский, Николай Фёдорович
Никола́й Фёдорович А́нненский (28 марта (9 апреля) 1843 (по другим данным 28 февраля (12 марта) 1843), Санкт-Петербург, Российская империя — 26 июля (8 августа) 1912, Куоккала, Великое княжество Финляндское, Российская империя) — русский экономист, статистик, публицист-народник, журналист, переводчик и общественный деятель. Брат поэта Иннокентия Анненского.

## Ранняя биография
Николай Фёдорович Анненский родился в Санкт-Петербурге в 1843 году. Отец — Фёдор Николаевич Анненский (1815—1880) — потомственный дворянин, выпускник Царскосельского лицея (1832); в 1849 году получил назначение в Сибирь, где занимал должность советника и начальника отделения Главного управления Западной Сибирью. Мать — Наталья Петровна (ум. 25.10.1889), урождённая Карамолина (или Кармалина), согласно семейному преданию, отражённому в воспоминаниях С. Я. Елпатьевского об Н. Ф. Анненском, происходила из рода Ганнибалов, поскольку её мать была замужем за одним из сыновей Абрама Ганнибала.
В связи с назначением отца, в 1849 году семья переехала в Омск. Николай учился в Омском кадетском корпусе, который окончил в 1860 году. Служба его началась годом раньше в томской губернской канцелярии в качестве писца.
После возвращения в 1860 году в Петербург, где отец занял место чиновника по особым поручениям в Министерстве внутренних дел, Николай, нарушив волю отца желавшего продолжения его служебной карьеры, начал посещать вольнослушателем лекции в Петербургском университете.

## Юность, формирование интересов
В 1865 году он сдал экзамен на гимназический аттестат. В следующем году Николай женился на сестре П. Н. Ткачёва Александре Никитичне (1840—1915), (в дальнейшем педагог, детская писательница и мемуаристка) и получил место корректора в «Журнале министерства народного просвещения». С 1867 года по 1873 год он был также чиновником Государственного контроля.
Разойдясь идейно с отцом, пустившимся в биржевые спекуляции, разорявшие семью и приведшие, в конце концов, к его отставке в 1874 году, Николай сближается с кругом революционной молодёжи, в первую очередь с Петром Ткачёвым. Он начинает принимать участие в народническом движении. Анненский был в числе участников «Общества трезвых философов» — кружка представителей народнической интеллигенции. В 1868 году Николай Фёдорович держал кандидатский экзамен на юридическом факультете Петербургского университета и стал кандидатом права. В этом же году началась его журналистская деятельность (переводы «Истории цивилизации в Германии», Шерра; «Роль общественного мнения в государственной жизни», Гольцендорфа). В следующем году Анненский был арестован за связь с Ткачёвым, но освобождён за недостатком улик. Он выступал на процессе С. Г. Нечаева в качестве свидетеля со стороны защиты.
В начале 70-х годов Анненский сближается с кругом «Отечественных записок», но печататься там начинает лишь в конце 70-х годов. На квартире поэта А. А. Ольхина («Ольхинский клуб») он познакомился с Н. К. Михайловским, оказавшим значительное влияние на мировоззрение Анненского и определившим его журналистское призвание, и с Глебом Успенским.
В 1900 году Анненский сформулировал предпосылки и источники своего мировоззрения: крестьянская реформа, университетская наука и журналистика (некрасовский «Современник»). В 1873 году Анненский сдаёт экзамен по филологическому факультету Киевского университета на кандидата историко-филологических наук. Тогда же он начал работу статистика в Министерстве путей сообщения (работал по 1880 год), представлял Россию на международных конгрессах статистиков в Будапеште (1877 год) и в Риме (1878 год). До этого в 1875 году он присутствовал на заседании Юрской секции анархистского Интернационала.

## На рубеже 1880-х годов
По свидетельству жены Н. Ф. Анненского — А. П. Анненской, — много статей в подпольных изданиях «Земли и воли» и «Народной воли» «обсуждались и составлялись при его участии», и по сведениям В. Г. Короленко, в конце 70-х гг. литературное имя Николая Анненского получило «почётную известность» среди литераторов и журналистов.
После выстрела А. К. Соловьёва в Александра II Анненский был вторично арестован в июне 1879 года, однако вскоре был выпущен под залог в 10 тысяч рублей. По сведениям жены, сам Анненский был противником террора, уповая на долговременную пропаганду среди народа социалистических идей.
В феврале 1880 года он вновь арестовывается по приказу М. Т. Лорис-Меликова за свою политическую неблагонадёжность. В Вышневолоцкой тюрьме Анненский познакомился с В. Г. Короленко, дружеские отношения с которым сохранил до последних дней. В мае 1880 года он был препровождён по этапу в Западную Сибирь, в г. Тару, Тобольской губернии, где пробыл до конца февраля 1881 года. После этого он поселился в Свияжске, а затем в Казани.
Помимо «Отечественных записок» («Экскурсии дельцов в область научных интересов») радикальный журналист много публикуется в «Деле» («Очерки новых направлений в экономической науке»), «Вестнике Европы», в «Волжском вестнике».

## Земский статистик

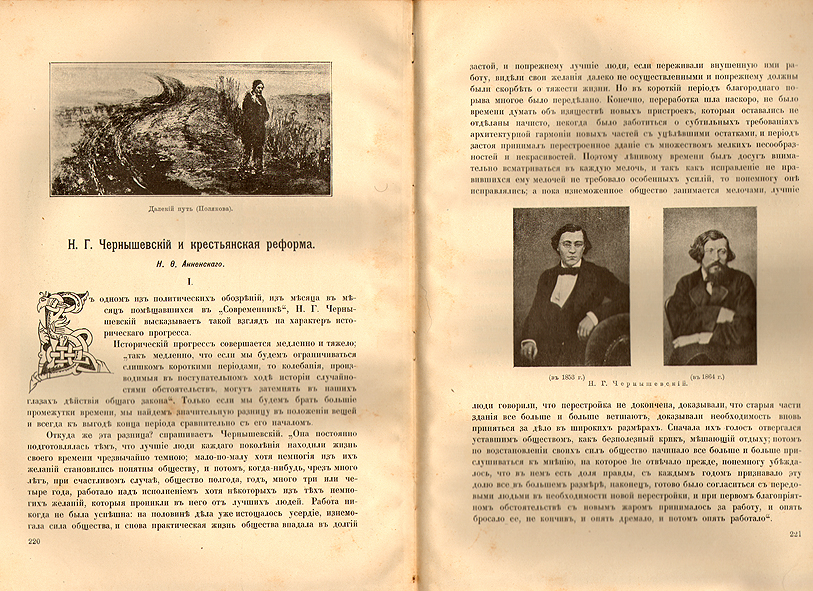
Статья Анненского в «Великой реформе» И. Д. Сытина.

С 1883 года Анненский возглавлял статистическую работу казанского губернского земства. Здесь он организовал экспедицию для исследования территорий, пострадавших от неурожаев более всего. Дано оценочное состояние 4 уездов. В оценочных работах делался акцент на детальном учёте землевладения и обосновании определения урожайности в зависимости от почв и удобрений.
Успешная статистическая деятельность Анненского вызвала интерес его коллег в Нижегородской губернии. В конце декабря 1886 года его приглашают возглавить Оценочно-статистическое бюро Нижегородского земства для подробного поуездного изучения экономического состояния губернии. Цель создания этого органа заключалась в формировании наиболее равномерной и справедливой раскладки земских сборов.
В 1887 году он переехал в Нижний Новгород и до 1895 года руководил статистическим отделением нижегородского губернского земства, придав местной статистике практически-народническое направление. По инициативе Анненского в 1887—1890 годах был проведён детальный анализ доходности всех земельных угодий Нижегородской губернии. Одновременно была проведена тщательная подворная перепись крестьян, собрана информация о состоянии подсобных промыслов, грамотности населения.
Анненский стал создателем метода оценки земель, учитывавшим состояние почв совместно с экономическими факторами, этому способствовала его совместная работа с выдающимся почвоведом Н. М. Сибирцевым. Как рассказывал позднее И. А. Бунин, в Харькове среди местной радикальной интеллигенции пользовался славой «знаменитый статистик Анненский, имя которого произносилось с неизменным восхищением».
Причины известности Анненского крылись в том, что в Нижегородской губернии постановка статистических работ была доведена до такого высокого уровня, при котором силами местной статистики оказалось возможным предсказать потери от надвигающегося неурожая, организовать предварительный закуп дешёвого зерна и тем самым приглушить последствия неурожая 1891 года. Николай Фёдорович принимал участие в подготовке статистических сборников по Казанской губернии, «Материалов к оценке земель Нижегородской губернии. Экономическая часть» (Нижний Новгород, 1888—1900).
Н. Ф. Анненский организовал целую школу нижегородской земской статистики. Под его руководством сформировался круг талантливых статистиков-нижегородцев (О. Э. Шмидт, Н. М. Кисляков, М. А. Плотников, Н. И. Дрягин, Д. В. Константинов, К. Н. Ермолинский). Он инициировал обмен информацией с местными жителями из числа грамотных крестьян и священников с целью получения предварительной информации о состоянии будущих урожаев.
В Нижнем Новгороде Анненский возобновил знакомство с В. Г. Короленко. Вдвоём они стали неким притягательным культурным центром для разрозненных кружков местной интеллигенции. В 1892—1893 годах Анненский вместе с Короленко принимают деятельное участие в борьбе с голодом. «Новые Минин и Пожарский из Нижнего», как в шутку их называли коллеги-журналисты, выступили в журнале «Русская мысль» в 1892—1893 годах с циклом заметок «Текущая жизнь» под совместным псевдонимом Провинциальный наблюдатель. Помимо «Русской мысли» Анненский публикуется также в «Русских ведомостях».
Наряду с В. Г. Короленко и Н. К. Михайловским Анненский был в числе инициаторов нелегального совещания партии «Народное право» в Саратове в июне 1893 года.

## Журнал «Русское богатство»

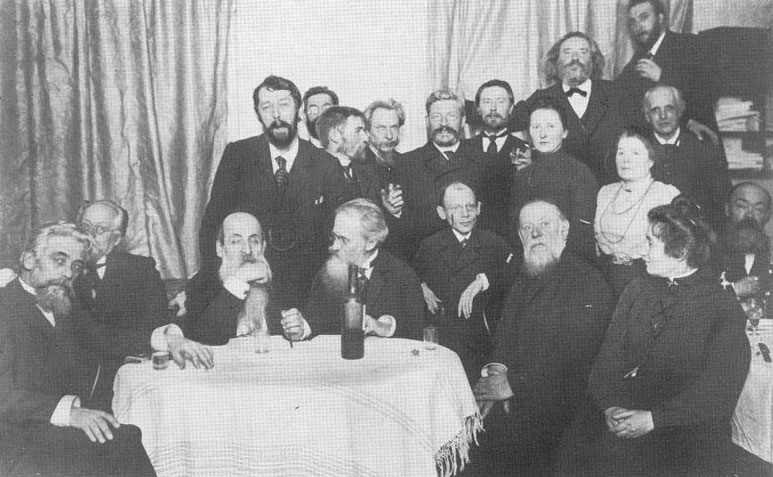
«Русское богатство», 1903 г. Анненский в окружении Л. И. Елпатьевской, М. В. Ватсон, Мякотиной и А. Г. Горнфельда

В 1894 году Н. К. Михайловский пригласил Анненского и Короленко принять участие в журнале народников «Русское богатство». Они по-прежнему выступали вдвоём под совместным псевдонимом О. Б. А., (цикл «Случайные заметки»), а также самостоятельно. Анненский вёл в журнале с 1894 года «Хронику внутренней жизни», библиографию. В эти годы он уже именитый представитель либерального народничества и весьма деятельный член редакции журнала.
После смерти Михайловского в 1904 году Анненский возглавил литературный комитет (председатель редакционной коллегии) «Русского богатства». Им написан «Краткий исторический очерк товарищества по изданию „Русского богатства“». Многолетний сотрудник журнала и один из членов его литературного комитета П. Ф. Якубович называл его «незаменимым цементом в журнале» (письмо к Короленко от 4 февраля 1909 — ГБЛ). Анненский «связывал нас с широким литературным миром» по характеристике ещё одного авторитетного сотрудника журнала А. В. Пешехонова (письмо Короленко от 10 октября 1912 — ГБЛ).
Редакционно-журналистская деятельность в журнале потребовала переезда Анненского в столицу, он стал возможен в 1895 году. Окончательно же он покинул Нижний Новгород в марте 1896 года. Однако публицистическая деятельность продолжалось параллельно с прежней работой в качестве статистика. В 1896—1900 годах он возглавлял статистический отдел Петербургской городской управы, принял участие в подготовке «Статистического ежегодника Санкт-Петербурга» (1898—1900). В 1901 году для «Энциклопедического словаря Брокгауза и Ефрона» написал о статью о П. Н. Ткачёве.

## Расцвет общественной деятельности

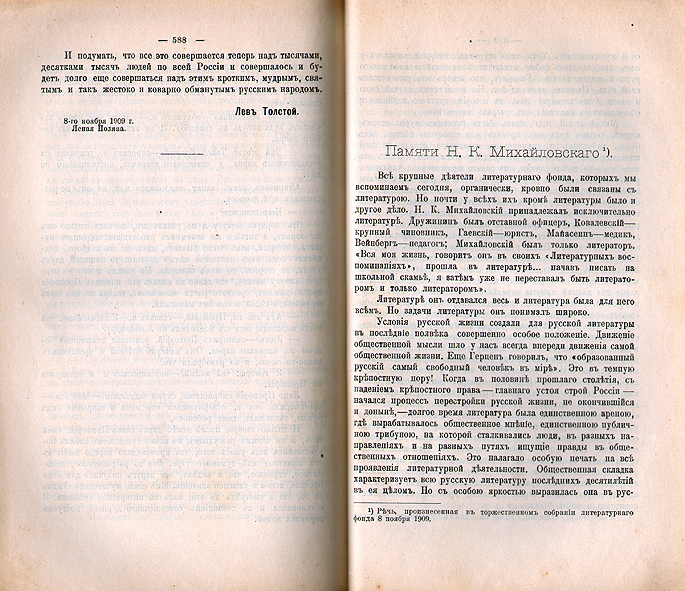
Статьи Льва Толстого и Н. Ф. Анненского завершали «Юбилейный сборник Литературного фонда» 1909 г.

После переезда в Петербург начинается самый кипучий и плодотворный период деятельности Н. Ф. Анненского. Он принимал участие во Всероссийской переписи населения 1897 года, участвовал в двухтомном сборнике «Влияние урожаев и хлебных цен на некоторые стороны русского народного хозяйства», составленном по поручению министерства финансов народническими и либеральными экономистами под редакцией профессоров А. И. Чупрова и А. С. Посникова (Санкт-Петербург, 1897).
Анненский — постоянный член всевозможных оппозиционных организаций и обществ, очень много сделавший для комитета Литературного фонда, комитета Союза взаимопомощи русских писателей (1897—1901), председателем которого он состоял. Он участвовал в третейских судах и суде чести по литературным делам, состоял председателем первого Всероссийского съезда писателей в 1905 году, на котором был образован независимый Союз писателей, не утверждённый правительством, был у истоков Санкт-Петербургского литературного общества (1907 год).
Николай Фёдорович состоял регулярным членом совета Вольно-экономического общества с 1895 года, 4 декабря 1899 года он был избран председателем III отделения Вольно-экономического общества (сельскохозяйственной экономии и статистики). В 1904 году он стал председателем комиссии по крестьянскому вопросу, числившейся при III отделении общества. 19 апреля 1906 года Н. Ф. Анненский был избран вице-президентом общества и состоял в этой должности до 2 мая 1909 года. В последние годы его жизни общество утвердило его своим почётным членом.
Николай Анненский, будучи яркой личностью, обладал живой, отзывчивой натурой и замечательным красноречием, оказывая огромное влияние на всех тех, кто обращался к его содействию в области статистики и литературы. Он в гуще событий во время студенческих волнений начала 1900-х годов, на похоронах Н. К. Михайловского. Во время демонстрации у Казанского собора. 4 марта 1901 года Анненский стал «грудью между молодёжью и казаками», а «когда его старого, избитого, с лицом неузнаваемо опухшим и покрытым синяками, привели домой, — для него это было предметом весёлых шуток» (Короленко — ГБЛ, ф. 135. I, д. 720, л. 21).
По характеристике С. Я. Елпатьевского Анненский был «прирождённым лидером» — выразителем «и протеста, и гнева, и веселья» (Елпатьевский — «Русское богатство», 1912, № 10, с. 370-71). В 1903—1905 годы он один из руководителей либерального «Союза освобождения». Он был причастен к так называемой Кулинарной комиссии, собиравшей под видом товарищеских ужинов членов распущенного правительством Союза писателей. Во время революционных событий 1905 года он с большим успехом выступал на всевозможных агитационных митингах.
Его деятельность не осталась обойдённой вниманием правительства. В качестве инициатора письма-протеста 44 литераторов он был на год выслан из Петербурга и уехал в Финляндию. В феврале 1904 года Анненский был арестован по случаю похорон Н. К. Михайловского и вновь принуждён оставить Петербург, жить в Ревеле до осени 1904 года. В январе 1905 года он вновь подвергнут аресту за участие наряду с другими литераторами в писательской депутации, возглавляемой Максимом Горьким к С. Ю. Витте и П. Д. Святополк-Мирскому, 8 января он посажен на три недели в Трубецкой бастион Петропавловской крепости.

## После революции 1905 года

В редакции «Русского богатства», Анненский слева сзади.

В 1905 году Анненский принял участие в качестве представителя группы «Русского богатства» в съезде партии социалистов-революционеров, но поскольку позиция эсеров показалась Анненскому чересчур радикальной, в саму партию он не вошёл. Вместо этого совместно с А. В. Пешехоновым и В. А. Мякотиным в 1906 году он принял участие в организации партии народных социалистов. Тем самым правое крыло эсеров было лишено части избирателей. Аграрная программа партии (национализация земли) заинтересовала в своё время В. И. Ленина, который неоднократно встречался с Анненским в 1905-1906 годах.
В 1906 году Анненский стал членом Шлиссельбургского комитета, чьи обращения совместно с В. И. Семевским и В. Я. Богучарским он публиковал в журнале «Былое», и членом редакции «Галереи шлиссельбургских узников», где поместил статью об А. В. Долгушине. В «ЭСБЕ» он напечател статью, посвящённую своему шурину П. Н. Ткачёву, а в «Юбилейном сборнике литературного фонда» разместил воспоминания об Н. К. Михайловском. В «Великой реформе» напечатана его работа о Н. Г. Чернышевском.

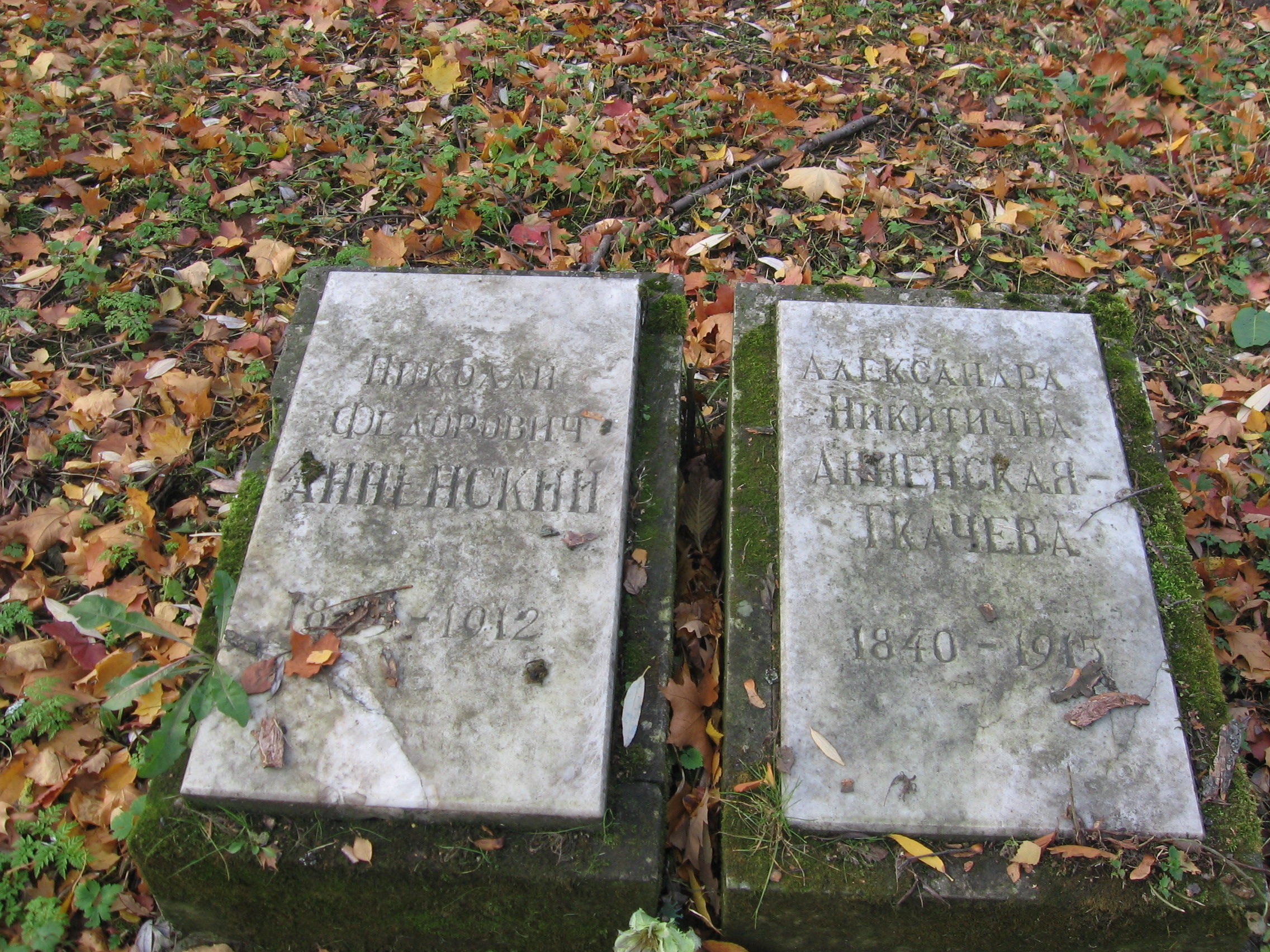
Надгробие Н. Ф. и А. Н. Анненских на Литераторских мостках

В последние годы жизни из-за болезни Анненский полностью отошёл от политической работы. В марте 1912 года он был председателем на международной конференции в Ницце, посвящённой 100-летней годовщине А. И. Герцена, и произнёс свою последнюю речь.
Умер Николай Фёдорович 26 июля 1912 года вблизи Куоккалы. Похоронен на Литераторских мостках на Волковском кладбище Санкт-Петербурга. Большевики в связи со смертью Анненского в некрологе «Правды» высказали «своё искреннее соболезнование» «Русскому богатству», назвав Анненского «одним из стойких представителей честной демократической мысли» (1912, 27 и 29 июля).

## Братья Анненские
Младший брат Николая Иннокентий Анненский, признанный поэт-символист и знаток античности, в молодости испытал на себе огромное положительное влияние старшего брата и его жены, о чём рассказал в своей автобиографии («всецело обязан интеллигентным бытием»). Николай готовил Иннокентия к поступлению в университет и в ранние годы его жизни опекал его. При жизни Николая окружали слава и признание, в то время как творчество Иннокентия оставалось практически безвестным читателю. Ныне же разнообразная конструктивная и продуктивная деятельность Николая, подчинённая преимущественно интересам политической целесообразности и идеологически детерминированная, прочно забыта.

### Статьи
- Экскурсии дельцов в область научных интересов. — «Отечественные записки», 1878, май, июль;
- Обзор деятельности комиссии для исследования железнодорожного дела. — «Вестник Европы», 1882, май;
- Очерки новых направлений в экономической науке. — «Дело», 1882, апрель, август, октябрь, декабрь.
- Письма из провинции. — «Дело», 1884, январь;
- Государственная роспись на 1884 год. — «Дело», 1884, март;
- Текущая жизнь (с В. Г. Короленко). — «Русская мысль», 1892, декабрь, 1893, январь, июль;
- Сорок лет назад, в сб. «На славном посту», СПб., 1900;
- Случайные заметки (с В. Г. Короленко). — «Русское богатство», 1904—1905 гг.;
- Ткачев, Петр Никитич // Энциклопедический словарь Брокгауза и Ефрона : в 86 т. (82 т. и 4 доп.). — СПб., 1890—1907.
- Александр Васильевич Долгушин. — в сб. «Галерея шлиссельбургских узников». Часть 1. — СПб., 1907 г.;
- Памяти Н. К. Михайловского. — в сб. «Юбилейный сборник Литературного фонда». 1859—1909. СПб., 1910 г.;
- Воспоминания о Чернышевском. — в сб.: «Памяти Н. Г. Чернышевского». СПб., 1910;
- Н. Г. Чернышевский и крестьянская реформа. — в сб. «Великая реформа». Русское общество и крестьянский вопрос в прошлом и настоящем. Юбилейное издание. В шести томах. Т. 4. — М.: Изд. товарищества И. Д. Сытина, 1911, стр. 220—279.

### Участие в сборниках
- «Влияние урожаев и хлебных цен на некоторые стороны русского народного хозяйства». — Под ред. проф. А. И. Чупрова и А. С. Посникова, — СПб., 1897;
- «Материалы к оценке земель Нижегородской губернии». Экономическая часть. — Нижний Новгород, 1888—1900. 14 выпусков
- «Статистический ежегодник Санкт-Петербурга» (1898—1900).
- «Нужды деревни». — СПб., 1904;

## Некрологи и посмертные отклики
Н. А. Котляревский отмечал большой критический талант и редкое остроумие в Анненском, «которое было впору Герцену и Салтыкову». Л. Н. Андреев в письме к Короленко 4 сентября 1912 заметил, что Николай Фёдорович относился к тем, кто «всю литературу подняли на высоту строгого и неподкупного народослужения» (ИРЛИ, ф. 9, оп, 2, д. 24). А. И. Куприн считал Анненского «среди самых дорогих для него литературных имён» («Огонёк», 1913, № 20, с. 10).
- Отзывы прессы по поводу смерти Н. Ф. Анненского — «Русское богатство», 1912, № 9, 10, 11;
- Котляревский Н. А. — Памяти Анненского — «Речь», 1912, 18 дек.;
- Семевский В. И. — К характеристике Анненского — «Русское богатство», 1912, № 8;
- Петрищев А. Б. — Надгробное. — «Русское богатство», 1912, № 8; Встречи с Н. Ф. Анненским у него на квартире и в редакции журнала «Русское богатство».
- А. В. П<ешехонов>. — Несколько чёрточек к характеристике Анненского — «Русское богатство», 1912, № 9; Нравственный облик и общественная деятельность Анненского, его рассказы о пребывании в ссылке.
- Короленко В. Г. — О Николае Федоровиче Анненском. «Русское богатство», 1912, № 8. 1870—1912. Последние месяцы жизни Анненского. Биографические сведения о нём. Воспоминания о встречах с Анненским, характеристика его личности.
- Кранихфельд В. П. — Памяти Н. Ф. Анненского. «Современный мир», 1912, № 8, с. 313—322. Характеристика научной и общественной деятельности Анненского. Воспоминания о совместной работе в Петербургском литературном обществе.
- Крюков Ф. Д. — Памяти Н. Ф. Анненского. «Русское богатство», 1912, № 9, с. 172—175. 1900-е гг. Характеристика Анненского как человека. Его участие в «четвергах» в редакции «Русского богатства».
- Памяти Николая Федоровича Анненского. — «Новая Заря», 1912, 7/8, с. 105—107. В конце текста: А. П. В «Русском богатстве» написано «Наша Заря», № 10, с. 383. 1890—1900-е гг. Воспоминания о работе Анненского в качестве земского статистика в Нижнем Новгороде, о совместном посещении петроградского дискуссионного кружка марксистов и народников, о деятельности Анненского в Петербургском литературном обществе.
- «Правда», 1912, 27 и 29 июля.
- «Нива», 1912, № 32.